# Чемпионат Европы по сёги
Чемпионат Европы по сёги (European Shogi Championship, ESC) — ежегодное спортивное мероприятие, организуемое Федерацией европейских ассоциаций сёги (ФЕСА) c 1985 года.

## Формат проведения
С 1985 по 1991 год участники чемпионата Европы по сёги делились на 3 группы (даны, старшие кю, младшие кю), с 1992 по 1998 год — на 2 группы (даны и кю), с 1999 года разделение на группы исчезло. Внутри каждой из групп турнир проходил по швейцарской системе.
С 2000 года чемпионат Европы по сёги интегрирован в так называемый Открытый чемпионат Мира по сёги (World Open Shogi Championship, WOSC), и в целом это соревнование называется ESC/WOSC. В 2000—2004 годы ESC был открыт для игроков любых стран, но с 2005 года в нём могут участвовать лишь 32 сильнейших по рейтингу ФЕСА участника из стран Европы и бывшего СССР из приехавших на ESC/WOSC (все остальные участники с первого же тура играют только в WOSC). Вызвано это правило было, видимо, желанием определять сильнейших игроков Европы в условиях постоянно растущего интереса к данному соревнованию японских сёгистов, противостоять конкуренции которых европейские сёгисты не в силах (так, в 2013 году чемпионом WOSC стал 10-летний японец Такуми Ито, который в том же году поступил в Сёрэйкай, получив 5-й профессиональный кю, в 2020 году стал самым молодым в истории профессионалом, а в марте 2022 года достиг 5 профессионального дана).
Формат проведения ESC — олимпийская система в 5 туров. Партии, играемые в ESC, идут в зачёт и в WOSC, который проводится по швейцарской системе (иногда по системе Мак-Магона), в 8-9 туров. Все участники, выбывающие из ESC, продолжают участвовать в WOSC.
Традиционно, ESC/WOSC проводится в середине лета. Место проведения следующего чемпионата определяется на собрании ФЕСА во время очередного чемпионата или в ходе заочного голосования стран ФЕСА.
Дополнительно к данным соревнованиям, обычно в рамках чемпионата проводятся и другие: блиц-турнир по сёги (контроль: 8 минут основного времени без бёёми), Командный чемпионат Европы по сёги. С 2012 года к ним добавились турнир по киото сёги и турнир по добуцу сёги.

## Факты
В 2013 году чемпионат Европы по сёги впервые прошёл на территории СНГ (в Минске).
В 2014 году в чемпионате, впервые за всю его историю, победила сёгистка — Каролина Стычинская.
2020 год — единственный с момента образования ФЕСА, в который Чемпионат не проводился (из-за ковидного локдауна).

## Чемпионы ESC/WOSC

### Многократные чемпионы Европы по сёги
- 5-кратные:  Аренд ван Оостен, 4 дан;  Жан Фортен, 4 дан.
- 3-кратные:  Райер Хримберхен, 4 дан.
- 2-кратные:  Сергей Корчицкий, 5 дан;  Артём Коломиец, 3 дан;  Винсент Танян, 5 дан;  Борис Мирник, 3 дан;  Томас Ляйтер, 4 дан;  Стефен Лэмб, 4 дан.

Разряды ФЕСА приведены по состоянию на 2021 г.

### Участники, побеждавшие одновременно и в ESC, и в WOSC
- Борис Мирник, 2002
- Ёсиюки Уэмура, 2003
- Артём Коломиец, 2008
- Каролина Стычинская, 2014
- Сергей Корчицкий, 2021
- Антон Старикевич, 2023

### Чемпионы Европы по странам
- 8 побед:  Нидерланды
- 6 побед:  Франция,  Беларусь
- 5 побед:  Великобритания
- 4 победы:  Япония,  Германия
- 2 победы:  Украина
- 1 победа:  Бельгия,  Польша,  Россия

## Чемпионат Европы по сёги 2020—2021 года
Чемпионат Европы по сёги 2020 года должен был состояться в Минске, 2—5 июля; к апрелю на участие в нём зарегистрировалось 79 игроков из 18 стран, но из-за пандемии COVID-19, сопровождавшейся тогда в Европе тотальным локдауном, ФЕСА решила перенести его на более поздний срок. Решение о дате проведения чемпионата должно было быть принято не позднее конца июня. Рассматривался вариант переноса Чемпионата на осень.
В силу коронавирусных ограничений, в этом году вместо очного был проведён первый онлайн-блиц-чемпионат Европы на базе сервера 81dojo. Его призёрами стали:
- Золото — Лазло Абуцки
- Серебро — Роман Омельчук
- Бронза — Адам Дзивоки[16].

В итоге, чемпионат состоялся в Минске 19—22 августа 2021 года, в отеле «Беларусь». Из-за ограничений, связанных с пандемией, на него смогло попасть меньше обычного европейских сёгистов (участвовали представители 5 стран), но чемпионат был проведён на высоком уровне; в финале за титул чемпиона сражались два самых высокорейтинговых игрока Европы, ходы партий на первых досках транслировались на сервере 81dojo.com, а партии на 1 доске транслировались в видео онлайн.